# خمروتوئیه
خمروتوئیه، روستایی از توابع بخش مرکزی شهرستان جیرفت در استان کرمان کشور ایران است.
این روستا، در دهستان اسفندقه قرار دارد و بر اساس سرشماری مرکز آمار ایران در سال ۱۳۸۵، جمعیت آن ۸۶ نفر (۱۵خانوار) بوده است.